# Kanjuce
Kanjuce este o localitate din comuna Štore, Slovenia, cu o populație de 102 locuitori.